# کشاننی
کشاننی (به لاتین: Kshanny) یک منطقهٔ مسکونی در روسیه است که در باشقیرستان واقع شده‌است.